# Заёмщик
Заёмщик — сторона по кредитным отношениям, получающая кредитные деньги (кредит) и принимающая на себя обязательство возвратить в установленный срок ссуженную стоимость и уплатить процент за время пользования ссудой.

## Заёмщик — сторона по договору кредита
В рамках кредитных отношений один и тот же экономический субъект может выступать одновременно как кредитор и как заёмщик. В тех случаях, когда предприятие получает в банке кредит, оно является заёмщиком, а банк — кредитором. Если предприятие хранит свои денежные средства в банке, то оно является кредитором, а банк — заёмщиком.

## Заёмщик — сторона по договору займа
В рамках отношений займа заёмщик является стороной в отношениях с кредитором, принимающей определённую сумму денег или другие вещи, определённые родовыми признаками. Заёмщик в соответствии с договором займа обязуется возвратить кредитору такую же сумму денег (сумму займа) или равное количество других полученных им вещей того же рода и качества.

## Классификация заёмщиков по признаку стабильности
В гипотезе Хаймана Мински о финансовой нестабильности выделяются три класса заёмщиков: первый — это хедж-финансирование, при котором должник в силах расплатиться и по процентам, и по телу долга, второй — спекулятивное финансирование, когда денежного потока заёмщиков хватает для уплаты процентов, но не тела долга, третий — Понци-финансирование (от имени знаменитого итальянского «пирамидостроителя») — денежного потока не хватает уже и на выплату процентов. В средствах массовой информации заёмщики третьего класса обозначаются как компании-зомби.

## Примечание
1. ↑  Заем // Толковый словарь живого великорусского языка : в 4 т. / авт.-сост. В. И. Даль. — 2-е изд. — СПб. : Типография М. О. Вольфа, 1880—1882.
2. ↑  Долг // Толковый словарь живого великорусского языка : в 4 т. / авт.-сост. В. И. Даль. — 2-е изд. — СПб. : Типография М. О. Вольфа, 1880—1882.
3. ↑  Глава 42, Гражданский кодекс Российской Федерации.
4. ↑  Федеральный закон Российской Федерации № 353-ФЗ «О потребительском кредите (займе)» от 21 декабря 2013 года.
5. ↑  Федеральный закон Российской Федерации № 422-ФЗ «Об особенностях погашения и внесудебном урегулировании задолженности заёмщиков, проживающих на территории Республики Крым или на территории города федерального значения Севастополя, и внесении изменений в Федеральный закон „О защите интересов физических лиц, имеющих вклады в банках и обособленных структурных подразделениях банков, зарегистрированных и (или) действующих на территории Республики Крым и на территории города федерального значения Севастополя“», от 30 декабря 2015 года.
6. 1 2  Гражданский кодекс РФ, глава 42
7. ↑  Hyman P. Minsky. The Financial Instability Hypothesis // The Jerome Levy Economics Institute of Bard College. — 1992. — Май. Архивировано 28 ноября 2021 года.
8. ↑  Ведомости (17 ноября 2017). Компании-зомби угрожают экономике Европы. Архивировано 31 октября 2021. Дата обращения: 1 декабря 2018.